# Louis Brentano
Georg Carl Ludwig Brentano genannt Louis (* 24. April 1811 in Frankfurt am Main; † 20. Januar 1895 ebenda) war ein deutscher Bankier und Politiker aus der Frankfurter Linie der Familie Brentano.

## Leben
Louis Brentano war der Sohn des Bankiers Georg Brentano und dessen Ehefrau Maria geborene Schröder. Er heiratete Maria geborene Guaita verwitwete Berna und hatte mit ihr eine einzige Tochter, Maria Magdalena (1841–1919), später Mickelchen genannt. Sie heiratete 1862 den Historiker Karl Friedrich Stumpf (1829–1882) und nahm den Namen Stumpf-Brentano an.
Brentano lebte als Bankier in Frankfurt. Von 1845 bis 1848 und 1851 war er Mitglied der Gesetzgebenden Versammlung der Freien Stadt Frankfurt.